# Ludwig Marum
Pour les articles homonymes, voir Marum (homonymie).
Ludwig Marum, né le 5 novembre 1882 à Frankenthal et assassiné le 29 mars 1934 dans le camp de concentration de Kislau près de Bruchsal, était un avocat et homme politique allemand, membre du Parti social-démocrate d'Allemagne (SPD). 

## Biographie
Ludwig Marum nait à Frankenthale dans le Palatinat, aîné des deux enfants d'une famille de petits commerçants d'origine juive séfarade. Après des études de droit à l'Université de Heidelberg puis de Munich menées de 1904 à 1908, il obtient un doctorat en droit et ouvre un cabinet d'avocat à Karlsruhe où il épouse Johanna Benedick en mars 1910 avec laquelle il a une fille, Élisabeth, qui nait la même année, et un garçon, Hans, né en 1913.

### L'Empire allemand
Son cabinet d'avocat a pour clientèle des personnes défavorisées. Il s'engage dès 1904 au SPD ; en 1911, il devient conseiller municipal à la Mairie de Karlsruhe, poste qu'il occupera jusqu'en 1921. En 1912, s'éloignant de la communauté juive, il adhère à la communauté religieuse libre de Karlsruhe (Freireligiösen Gemeinde Karlsruhe), dont il fait partie du conseil. En 1914, il devient député au parlement de Bade, en remplacement du social-démocrate Ludwig Frank, tombé au front dans les premiers jours de la Première Guerre mondiale. Il y devient président de la commission de la Justice avant d'être engagé sur le front en 1915, ce qui lui vaut la Croix de Fer en 1917.

### La république de Weimar

La république de Bade de 1918 à 1945 au sein de la république de Weimar.

Après la révolution allemande de novembre 1918, il est brièvement ministre de la Justice du gouvernement provisoire de la jeune république de Bade. Après l'élection de l'Assemblée nationale constituante de Bade, le 5 janvier 1919, il est membre de la Commission constitutionnelle chargée de la rédaction de la Constitution du nouvel État qui est adoptée - cas unique pour l'époque en Allemagne - par référendum le 13 avril 1920. En 1922, Marum est le seul Juif notable à participer à un gouvernement dans la république de Weimar.
Entre 1919 et 1928, il dirige le groupe social-démocrate du parlement de la république de Bade. Il s'implique particulièrement dans la politique juridique, plaidant pour l'abolition de la peine de mort, pour les droits des enfants illégitimes, pour l'égalité du salaire entre les femmes et les hommes ou encore contre la discrimination des mères célibataires.
En 1928, lors des élections législatives, Ludwig Marum est élu de Karlsruhe au Reichstag pour le SPD qui remporte les élections. Opposant farouche des nazis qu'il attaque volontiers en justice, il compte parmi les personnalités les plus vilipendées par ceux-ci qui en parlent comme du « badische Rathenau » et le présente comme le stéréotype des Juifs « cupides ». Le parti nazi, comme le parti communiste, font peser sur lui des soupçons d'enrichissement personnel et d'évasion fiscale dans l'affaire Batschari-Reemtsma en 1929. Il répond au Reichstag contre les attaques antisémites mais conservera une vision optimiste légaliste qui ne lui fera pas prendre en compte la gravité de la situation et du péril nazi, même plus tard, lors de sa captivité.

### Le régime nazi
Marum est réélu aux élections législatives de 1930, juillet 1932, novembre 1932 et du 5 mars 1933.
Mais à la suite de l'incendie du Reichstag, la loi d'exception du 28 février 1933 est promulguée par Hindenburg. Le 10 mars, en dépit de son immunité parlementaire, Ludwig Marum est arrêté en compagnie de six autres parlementaires SPD de Bade. 
Le 23 mars, Hitler réussit à faire voter la loi d'habilitation, à laquelle s'opposent les députés du SPD présents, et qui marque la fin complète de la démocratie ainsi que le début de l'ère d'oppression nazie : le 16 mai, Marum est déporté dans le camp de concentration de Kislau en compagnie de plusieurs députés du SPD de Karlsruhe et de l'ancien président de Bade, Adam Remmele (de), après qu'on leur eut fait traverser la ville dans un camion ouvert, sous les quolibets des SA. 
Le Parti social-démocrate est interdit le 22 juin 1933. Si plusieurs députés SPD sont libérés, Marum reste interné mais garde une relative confiance, à telle enseigne qu'il ne s'enfuit pas lorsqu'il en a l'occasion. Marum est assassiné, étranglé le 29 mars 1934 dans le camp sur ordre du Reichsstatthalter Robert Wagner. Malgré les pressions des nazis - qui tentent de faire croire à un suicide - plus de 3000 personnes assistent à la cérémonie de funérailles qui a lieu le 3 avril 1934 à Karlsruhe.